# Colin Patterson (biologiste)
Pour les articles homonymes, voir Patterson et Colin Patterson.
Colin Patterson (13 octobre 1933 -9 mars 1998) est un paléontologue au British Museum, spécialisé dans les poissons fossiles et la systématique.

## Distinctions
Colin Patterson reçoit la Médaille linnéenne en 1998.